# Вайнштейн, Ольга Борисовна
О́льга Борисовна Вайнште́йн (род. 22 июля 1959, Москва, СССР) — советский, российский филолог, историк моды, историк культуры.
Доктор филологических наук (2005), ведущий научный сотрудник ИВГИ им. Е. М. Мелетинского при РГГУ.

## Биография
Родилась в Москве, дочь физика-кристаллографа академика Бориса Константиновича Вайнштейна.
В 1981 году окончила филологический факультет МГУ, романо-германское отделение. Ученица профессора А. В. Карельского. В 1983—1992 годах — научный сотрудник Института мировой литературы Академии наук. В 1985 году защитила кандидатскую диссертацию «Мэтью Арнольд и английская литературная критика середины XIX века».
C 1993 года — ведущий научный сотрудник Института Высших Гуманитарных Исследований им. Е. М. Мелетинского при РГГУ. За диссертацию «Европейский дендизм XIX века: литературная традиция и поэтика поведения» получила степень доктора филологических наук в 2006 году (научный консультант С. Ю. Неклюдов; официальные оппоненты А. Б. Ботникова, Т. Д. Венедиктова, Р. М. Кирсанова).

## Вклад в науку
Является основателем российского журнала «Теория моды: одежда, тело, культура». Составитель книжной серии «Библиотека журнала „Теория Моды“» издательства «Новое Литературное Обозрение».
Стипендиат Национального центра научных исследований (СNRS, Франция). В качестве приглашенного профессора выступала с лекциями в Университетах Беркли (University of California, Berkeley), UCLA, USC, Мичиганском Университете, Стокгольмском университете.
В 1981—1992-х годах опубликовала ряд работ по истории английской, немецкой и французской литературы. В 1990-е годы занималась проблемами постмодернизма, постструктурализма и философией Жака Деррида. Впервые в отечественной науке стала разрабатывать тематику теории, истории и семиотики моды, положив начало академической дисциплине Fashion Studies, посвященной исследованиям моды.
Автор лекционных курсов в РГГУ «История мировой культуры XIX века», «История зарубежной литературы XIX века», «Поэтика Озёрной школы», «Методология гуманитарного знания», «Семиотика одежды и тела».
Под её руководством защищены три кандидатских диссертации. Среди учеников — Людмила Алябьева, Ксения Гусарова.
Является составителем и публикатором избранных трудов своего учителя профессора Альберта Викторовича Карельского. По её инициативе были изданы три тома лекций Карельского в издательстве РГГУ, отдельные статьи и письма.
Член редколлегии журнала «Теория Моды» и международных научных журналов «Fashion Theory: the Journal of Dress, Body and Culture», «Critical Studies in Men’s Fashion», «International Journal of Fashion Studies».
Неоднократно участвовала в международных конференциях за рубежом, несколько раз в качестве пленарного докладчика (key note speaker).
Научные интересы: история и теория моды в контексте культуры, история телесности и канонов красоты, история английской литературы, культура повседневности.

## Публикации
Автор многочисленных работ по истории культуры. Имеет 370 публикаций, в том числе две монографии. Книга «Денди: мода литература стиль жизни» (2005) выдержала четыре издания общим тиражом более 14000 экземпляров и вошла в финал премии «Просветитель» 2014 года. Является составителем двухтомника «Ароматы и запахи в истории культуры», который выходил двумя изданиями.
Статьи переводились и публиковались на английском, немецком, французском, шведском и итальянском языках.

### Монографии[3]
- Вайнштейн О. Б. Язык романтической мысли: о философском стиле Новалиса и Фридриха Шлегеля. — М.: РГГУ, 1994.
- Вайштейн О. Б. Денди: мода, литература, стиль жизни. — М.: НЛО, 2005, 2006, 2012, 2017..

### Составление[3]
- Барбе д’Оревильи. О дендизме и Джордже Браммелле / Вайнштейн О. Б., Райская А.. — М.: Независимая Газета, 2000.
- А. В. Карельский. Метаморфозы Орфея. Беседы по истории Западных литератур / Вайнштейн О. Б. состав и предисловие. — РГГУ, 1998.
- А. В. Карельский. Немецкий Орфей: беседы по истории западных литератур / Вайнштейн О. Б., Ботникова А. Б.. — М.: РГГУ, 2007.
- Составитель книжной серии «Библиотека журнала „Теория моды“» (издательство «Новое Литературное Обозрение», редактор — Л. А. Алябьева, с 2010 г.)
- Ароматы и запахи в культуре. — Новое Литературное Обозрение, 2003, 2010. — Т. 1—2.

### Избранные статьи
- Леопарды в храме: деконструктивизм и критическая традиция // Вопросы литературы, 1989, N 12, с.167-199.
- «Homo deconstructivus»: философские игры постмодерна // Апокриф. 1993. № 2. С. 12-30.
- Одежда как смысл: Идеологемы современной моды // Иностранная литература, 1993, N 7, с.224-232.
- Постмодернизм: философия или язык? // Вопросы философии, 1993, N 7, с.3-7.
- Индивидуальный стиль в романтической поэтике // Историческая поэтика: Литературные эпохи и типы художественного сознания / Отв. ред. П. А. Гринцер. М.: Наследие, 1994. С. 392—430.
- «Полные смотрят вниз»: Идеология женской телесности в контексте российской моды // Художественный журнал. 1995. N 7. С. 49-53.
- Розовый роман как машина желаний // Новое литературное обозрение. 1997. № 22. С. 303—331.
- Мода новых русских: история и дилеммы // Декоративное искусство. 1997. № 1-2. С. 105—110.
- Откуда берется пыль? Семиотика чистого и грязного. //Мировое древо (Arbor Mundi), 1998, N 6, c.153-173.
- Семиотика одежды гуманитариев // Неприкосновенный запас. 1999. № 1 (3). С. 82-89.
- Грамматика ароматов // Ароматы и запахи в культуре. М., Изд-во Новое Литературное Обозрение, 2003, Том 1, с.5-12.
- Историческая ароматика // Ароматы и запахи в культуре. М., Изд-во Новое Литературное Обозрение, 2003, Том 1, с.437-463.
- Семиотика Шанель № 5 // Ароматы и запахи в культуре. М.: Изд-во Новое Литературное Обозрение, 2003, Том 2, с.352-367; библиография с.651-660.
- География московской моды: маршруты шопинга // Теория Моды 2006, № 1, сс. 179—209.
- Ноги графини: этюды по теории модного тела // Теория Моды, 2006—2007, № 2, сс.99-126.
- «Мое любимое платье»: портниха как культурный герой в Советской России // Теория моды, 2007, № 3, с. с.101-126.
- Шотландка, плед, тартан. // Теория моды, № 11, 2009, с.9-21.
- В соответствии с фигурой: полное тело в советской моде. Теория моды, № 15, 2010, с.75-95. 350 стр.
- Ноги Эйми Маллинс: мода, протезы, аксессуары // Теория Моды, № 18, 2011, с. 117—137.
- Руки андроида: опыт прочтения романа Вилье де Лиль-Адана «Будущая Ева» // Теория Моды, № 27, весна 2013. с. С.139-154.
- Метаморфозы модного тела: города и блоги. // Журнал Теория Моды, осень 2014, выпуск 33, с.11-31.
- Everybody lies: фотошоп, мода и тело. // Теория моды, № 43, 2017. С. 201—234.

### Избранные публикации на иностранных языках
- Female Fashion, soviet style: bodies of ideology // Russia — women — culture /ed. H.Goshilo, B.Holmgren. Indiana,USA: Indiana UP / 1996. P. 64-94.
- Fashioning woman: dressmaker as cultural producer // Para-sites. A casebook against cynical reason / Ed. George Marcus. The University of Chicago Press, 2000. P. 195—225.
- Russian dandyism: Constructing a man of fashion // Russian Masculinities in history and culture / Ed. B.Evans Clements, R.Friedman and D.Healey. Routledge, 2002, p.51-76.
- Mapping Moscow fashion: spaces and spectacles of consumption // Fashion’s World Cities / Ed. Ch.Breward, D.Gilbert. Berg Publishers: 2006, pp. 135—159.
- Dandyism, visual games and the strategies of representation // The Men’s Fashion reader. Ed. Peter McNeil and Vicki Karaminas. Oxford, New York: Berg Publishers, 2009, pp. 84 −108.
- Dandy: a snapshot // Fashion History Reader. Global perspectives. Berg Publishers, 2010, pp. 329—332.
- Being Fashion-able: Controversy around Disabled Models.
- «I Have a Suitcase Just Full of Legs Because I Need Options for Different Clothing»: Accessorizing Bodyscapes // Fashion Theory: The Journal of Dress, Body & Culture, Volume 16, Number 2, June 2012 , pp. 139—170.
- Walking the turtles: Minimalism in European Dandy Culture in the Nineteenth Century // Fashion, Style & Popular Culture, Volume 4, Number 1, January 2017, pp. 81-104 (24).
- Orange Jackets and Pea Green Pants: The Fashion of Stilyagi in Soviet Postwar Culture // Fashion Theory: The Journal of Dress, Body & Culture, Special issue: Russian Fashion Theory, Volume 22, Issue 2, March 2018, pp. 167—185.
- Photography and Body // The End of Fashion. L-N-Y, Bloomsbury, 2019, pp. 47-67.
- Designing the Future: Constructivist Laboratory of Fashion // Fashion and Modernism. L-N-Y, Bloomsbury, 2019. pp.101-127.